# Campionato sudamericano per club 2017 (pallavolo maschile)
Il campionato sudamericano per club 2017 si è svolto dal 21 al 25 febbraio 2017 a Montes Claros, in Brasile: al torneo hanno partecipato sette squadre di club sudamericane e la vittoria finale è andata per la quarta volta, la seconda consecutiva, all'Associação Social e Esportiva Sada.

## Impianti
| |  |  |
| |  |  |
| Ginásio Poliesportivo Presidente Tancredo Neves Città: Montes Claros Capienza: - Anno d'apertura: - |  |  |

## Regolamento

### Formula
Le squadre hanno disputato una prima fase a gironi con formula del girone all'italiana; al termine della prima fase:
- Le prime due classificate di ogni girone hanno acceduto alla fase finale per il primo posto strutturata in semifinali, finale per il terzo posto e finale.
- La terza classificata di ogni girone ha acceduto alla finale per il quinto posto.

### Criteri di classifica
Se il risultato finale è stato di 3-0 o 3-1 sono stati assegnati 3 punti alla squadra vincente e 0 a quella sconfitta, se il risultato finale è stato di 3-2 sono stati assegnati 2 punti alla squadra vincente e 1 a quella sconfitta.
L'ordine del posizionamento in classifica è stato definito in base a:
- Punti;
- Numero di partite vinte;
- Ratio dei set vinti/persi;
- Ratio dei punti realizzati/subiti.

## Squadre partecipanti
- Sada
- AEESB
- Bohemios
- Club San Martín
- USL Montjoly[1][2]
- Unilever
- Bolívar
- UPCN

## Torneo

### Fase a gironi
| Girone A | Girone B        |
| -------- | --------------- |
| Sada     | Unilever        |
| AEESB    | Bolívar         |
| Bohemios | UPCN            |
| -        | Club San Martín |

#### Girone A

##### Risultati
| 21 febbraio 2017 Ginásio Tancredo Neves, Montes Claros Durata: ? - Spettatori: ? | AEESB | 3 - 0 | Bohemios | 25-15, 25-9, 25-21  |
| 22 febbraio 2017 Ginásio Tancredo Neves, Montes Claros Durata: ? - Spettatori: ? | Sada  | 3 - 0 | AEESB    | 25-21, 25-23, 25-15 |
| 23 febbraio 2017 Ginásio Tancredo Neves, Montes Claros Durata: ? - Spettatori: ? | Sada  | 3 - 0 | Bohemios | 25-16, 25-12, 25-12 |

##### Classifica
| Pos | Squadra  | Pt | G | V | P | SV | SP | Ratio | PF  | PS  | Ratio |
| --- | -------- | -- | - | - | - | -- | -- | ----- | --- | --- | ----- |
| 1   | Sada     | 6  | 2 | 2 | 0 | 6  | 0  | MAX   | 150 | 99  | 1.515 |
| 2   | AEESB    | 3  | 2 | 1 | 1 | 3  | 3  | 1.000 | 134 | 120 | 1.116 |
| 3   | Bohemios | 0  | 2 | 0 | 2 | 0  | 6  | 0.000 | 85  | 150 | 0.850 |

#### Girone B

##### Risultati
| 21 febbraio 2017 Ginásio Tancredo Neves, Montes Claros Durata: ? - Spettatori: ? | Bolívar  | 3 - 0 | Unilever        | 25-16, 25-20, 25-11        |
| 21 febbraio 2017 Ginásio Tancredo Neves, Montes Claros Durata: ? - Spettatori: ? | UPCN     | 3 - 0 | Club San Martín | 25-13, 25-19, 25-10        |
| 22 febbraio 2017 Ginásio Tancredo Neves, Montes Claros Durata: ? - Spettatori: ? | Bolívar  | 3 - 0 | Club San Martín | 25-17, 25-13, 25-16        |
| 22 febbraio 2017 Ginásio Tancredo Neves, Montes Claros Durata: ? - Spettatori: ? | UPCN     | 3 - 1 | Unilever        | 21-25, 25-20, 25-21, 25-20 |
| 23 febbraio 2017 Ginásio Tancredo Neves, Montes Claros Durata: ? - Spettatori: ? | Unilever | 3 - 0 | Club San Martín | 25-13, 25-13, 25-16        |
| 23 febbraio 2017 Ginásio Tancredo Neves, Montes Claros Durata: ? - Spettatori: ? | UPCN     | 0 - 3 | Bolívar         | 19-25, 23-25, 19-25        |

##### Classifica
| Pos | Squadra         | Pt | G | V | P | SV | SP | Ratio | PF  | PS  | Ratio |
| --- | --------------- | -- | - | - | - | -- | -- | ----- | --- | --- | ----- |
| 1   | Bolívar         | 9  | 3 | 3 | 0 | 9  | 0  | MAX   | 225 | 154 | 1.461 |
| 2   | UPCN            | 6  | 3 | 2 | 1 | 6  | 4  | 1.500 | 232 | 203 | 1.142 |
| 3   | Unilever        | 3  | 3 | 1 | 2 | 4  | 6  | 0.666 | 208 | 213 | 0.976 |
| 4   | Club San Martín | 0  | 3 | 0 | 3 | 0  | 9  | 0.000 | 130 | 225 | 0.577 |

### Fase finale

#### Finale 1º e 3º posto
|  | Semifinali | Semifinali | Semifinali |         |      | Finale 1º/2º posto | Finale 1º/2º posto | Finale 1º/2º posto |  |
|  |            |            |            |         |      |                    |                    |                    |  |
|  | Sada       | Sada       | 3          |         |      |                    |                    |                    |  |
|  | Sada       | Sada       | 3          |         |      |                    |                    |                    |  |
|  | UPCN       | UPCN       | 0          |         |      |                    |                    |                    |  |
|  | UPCN       | UPCN       | 0          |         | Sada | Sada               | 3                  |                    |  |
|  |            |            |            |         | Sada | Sada               | 3                  |                    |  |
|  |            |            | Bolívar    | Bolívar | 0    |                    |                    |                    |  |
|  | Bolívar    | Bolívar    | Bolívar    | Bolívar | 0    | 3                  |                    |                    |  |
|  | Bolívar    | Bolívar    |            |         |      | 3                  |                    |                    |  |
|  | AEESB      | AEESB      | 2          |         |      | Finale 3º/4º posto | Finale 3º/4º posto | Finale 3º/4º posto |  |
|  | AEESB      | AEESB      | 2          |         |      |                    |                    |                    |  |
|  |            |            |            |         |      |                    |                    |                    |  |
|  |            |            |            |         |      | UPCN               | UPCN               | 3                  |  |
|  |            |            |            |         |      | UPCN               | UPCN               | 3                  |  |
|  |            |            |            |         |      | AEESB              | AEESB              | 0                  |  |

##### Semifinali
| 24 febbraio 2017 Ginásio Tancredo Neves, Montes Claros Durata: ? - Spettatori: ? | Sada    | 3 - 0 | UPCN  | 25-21, 25-19, 25-23               |
| 24 febbraio 2017 Ginásio Tancredo Neves, Montes Claros Durata: ? - Spettatori: ? | Bolívar | 3 - 2 | AEESB | 28-26, 25-21, 23-25, 24-26, 15-10 |

##### Finale 3º posto
| 25 febbraio 2017 Ginásio Tancredo Neves, Montes Claros Durata: ? - Spettatori: ? | UPCN | 3 - 0 | AEESB | 25-22, 25-19, 25-23 |

##### Finale
| 25 febbraio 2017 Ginásio Tancredo Neves, Montes Claros Durata: ? - Spettatori: ? | Sada | 3 - 0 | Bolívar | 26-24, 25-23, 25-23 |

#### Finale 5º posto
| 24 febbraio 2017 Ginásio Tancredo Neves, Montes Claros Durata: ? - Spettatori: ? | Bohemios | 3 - 0 | Unilever | 17-25, 13-25, 18-25 |

## Classifica finale
| Pos | Squadre         | Qualificazione                |
| --- | --------------- | ----------------------------- |
|     | Sada            | Coppa del Mondo per club 2017 |
|     | Bolívar         |                               |
|     | UPCN            |                               |
| 4   | AEESB           |                               |
| 5   | Unilever        |                               |
| 6   | Bohemios        |                               |
| 7   | Club San Martín |                               |

## Premi individuali
| Premio                | Nome              | Squadra |
| --------------------- | ----------------- | ------- |
| MVP                   | Yoandy Leal       | Sada    |
| Miglior palleggiatore | William Arjona    | Sada    |
| Miglior opposto       | Thomas Edgar      | Bolívar |
| Miglior schiacciatore | Yoandy Leal       | Sada    |
| Miglior schiacciatore | Rodrigo Leão      | Sada    |
| Miglior centrale      | Robertlandy Simón | Sada    |
| Miglior centrale      | Pablo Crer        | Bolívar |
| Miglior libero        | Alexis González   | Bolívar |